# Альберто V Альберти
Альберто V (итал. Alberto V degli Alberti; ум. 1250) — флорентийский государственный деятель из рода Альберти. Граф Прато, Вернио и Альберти.

## Биография
Альберто V был сыном Альберто IV и Гвалдрады Гвиди. После смерти отца в 1203 году он унаследовал часть его владений.  15 февраля 1209 года он совершил обмен со своей матерью, отдав ей феоды Вернио и Сербайя (свою часть отцовского наследства), а также 500 лир, взамен получив замки Скарлино и Семифонте. Император Оттон IV наделил его этими феодами грамотой от 4 ноября 1209 года, после чего Папа Римский Иннокентий III также признал его феодальным сеньором своих земель в обмен на ежегодную дань.
Альберто женился на Гвалдраде Гвиди, дочери графа Гвидо VII Гвиди. Он был основателем флорентийской ветви рода Альберти, которая пресеклась в 1686 году. У него было три сына Наполеон, Гульельмо и Алессандро. По неизвестным причинам он оставил Наполеону только одну десятую часть своего имущества, а оставшиеся девять десятых — Александро и Гульельмо. Это привело к конфликту между братьями в результате которого они убили друг друга. Из-за этого они были упомянуты Данте Алигьери в «Аде» как примеры худших предателей своих родственников (Гл. XXXII, с. 57).